# Knut Winroth
Knut Gustaf Winroth, född den 25 oktober 1887 i Skövde, död den 11 maj 1979 i Djursholm, var en svensk militär. Han var son till Ernst August Winroth och far till Folke Winroth. 
Winroth blev underlöjtnant vid Göta livgarde 1907, löjtnant 1911, över stat 1918–1920, och kapten 1921. Han blev sjukhusintendent vid Garnisonssjukhuset i Stockholm 1930 och redogörare vid försvarsstaben 1937. Winroth befordrades till major 1938 och till överstelöjtnant 1948. Han blev riddare av Svärdsorden 1928. Winroth vilar på Djursholms begravningsplats.